# Jakob Brunnhofer
Jakob Brunnhofer (* 25. April 2006) ist ein österreichischer Fußballspieler.

## Karriere

### Verein
Brunnhofer begann seine Karriere beim UFC Strallegg. Im April 2012 wechselte er zum USV Waisenegg. Im Februar 2017 wechselte er in die Jugend des SK Sturm Graz. Zur Saison 2020/21 wechselte er in die Akademie des SK Rapid Wien, in der er fortan sämtliche Altersstufen durchlief.
Im März 2024 debütierte Brunnhofer für die Amateure Rapids in der Regionalliga. Bis zum Ende der Saison 2023/24 kam er zu fünf Einsätzen, mit Rapid II stieg er in die 2. Liga auf. Sein Debüt in der 2. Liga folgte dann im Oktober 2024, als er am sechsten Spieltag der Saison 2024/25 gegen den SKU Amstetten in der 90. Minute für Eaden Roka eingewechselt wurde.

### Nationalmannschaft
Brunnhofer spielte im Oktober 2021 erstmals für eine österreichische Jugendnationalauswahl. Im September 2022 debütierte Brunnhofer gegen Dänemark im österreichischen U-17-Team. Im Oktober 2023 folgte gegen Ungarn sein Debüt in der U-18-Mannschaft.